# Purismo lingüístico
El purismo o proteccionismo lingüístico es una actitud o tendencia que rechaza las aportaciones léxicas y gramaticales procedentes de otras lenguas; suele sumarse este rechazo a todo lo que es considerado incorrecto (vulgarismos, coloquialismos, dialectismos, etc.) en relación con la lengua normativa.

## Purismo lingüístico en diversas lenguas

### El purismo del idioma español
En cuanto al castellano (español), el purismo se establece claramente a partir del siglo XVIII con la intención de preservar la considerada «perfección del idioma» a la cual se habría llegado (según los puristas) durante el Siglo de Oro.
La creación de la Real Academia Española tuvo su cometido inicial en un intento netamente purista que reaccionaba positivamente ante el exceso de la influencia del francés y los inicios de la influencia del inglés. Un purista diría que «influencia» es incorrecto, y que debe decirse «influjo»; sin embargo, difieren los matices de ambos vocablos.
El purismo rechazó muchas expresiones del castellano (y de otras lenguas españolas) consideradas arcaicas, dialectales, rústicas, groseras...; contra esto, y principalmente en busca de la recuperación de conceptos «arcaicos» del castellano surgió, por su parte, el casticismo.
La pugna entre el purismo y el casticismo no se ha resuelto plenamente, si bien desde 1956 los trabajos de Dámaso Alonso y Menéndez Pidal promovieron una nueva perspectiva en relación con el sentido y al valor de las transformaciones lingüísticas y los usos dialectales en el idioma español.
Por otra parte, en el siglo XVIII el purismo se levantó contra el excesivo afrancesamiento de las modas y costumbres tradicionales. No solo se rechazaron las aportaciones léxicas y gramaticales procedentes de otras lenguas, en especial del francés (galicismos), también se sumó el desprecio a todo lo que era considerado "incorrecto" (vulgarismos, coloquialismos, dialectalismos etc.) en relación con la lengua normativa. En España fue una tendencia que se dio en especial a finales del siglo XVIII, protegida por la Ilustración en el pensamiento y por el Neoclasicismo en la estética, además de por el academicismo, como una manifestación en el lenguaje de patriótico casticismo frente al asfixiante ambiente afrancesado de las modas y los galicismos que esmaltaban el lenguaje oral y escrito de las clases medias.

### Purismo en el vasco (euskara garbia)
Durante el siglo XVIII, en la lengua vasca, comenzaron a aparecer tendencias puristas de la mano de Pablo Pedro Astarloa, Juan Antonio Moguel y Manuel Larramendi; empezaron a formar neologismos y a favorecer las palabras eusquéricas para reemplazar las prestadas. Sin embargo, el purismo tomó verdadera fuerza a finales del siglo XIX gracias a Sabino Arana, el creador del nacionalismo vasco. A Arana le siguieron muchos otros autores (p. ej., Resurrección María de Azkue, Kirikiño, Lauaxeta o Domingo Aguirre) cuyo objetivo era minimizar la influencia de los erderas (lenguas extranjeras) en el vasco y promover palabras eusquéricas y la creación de nuevos términos mediante los mecanismos propios de la lengua. El purismo se mantuvo muy fuerte hasta mediados del siglo XX, y aunque se ha suavizado, sigue siendo una tendencia notable y ha marcado fuertemente el vasco contemporáneo (euskera batúa). Aquí hay una lista de neologismos puristas exitosos frente a sus equivalentes prestados:
| Neologismo  | Préstamo   | Significado en español |
| ----------- | ---------- | ---------------------- |
| abestu      | kantatu    | cantar                 |
| batzorde    | komisio    | comisión               |
| ereserki    | himno      | himno                  |
| guda        | gerra      | guerra                 |
| lehendakari | presidente | presidente             |
| olerki      | poema      | poema                  |
| txirotasun  | pobrezia   | pobreza                |
| zenbaki     | numero     | número                 |

### Purismo lingüístico en islandés
El purismo lingüístico en Islandia es un fenómeno sociolingüístico de purismo lingüístico en la lengua islandesa. Su objetivo es sustituir los préstamos lingüísticos con la creación de palabras nuevas desde las raíces del islandés antiguo y del nórdico antiguo. Es un esfuerzo, empezado durante el siglo XIX, de comienzos del movimiento de independencia de Islandia, para reemplazar antiguos préstamos lingüísticos especialmente del danés, y continúa en la actualidad con las palabras inglesas. 

### Purismo lingüístico en otras lenguas
| - Cingalés – Hela Havula - Croata – Purismo lingüístico en croata - Gallego - Normativa reintegracionista del idioma gallego - Griego – Katharevousa - Inglés – Anglish - Islandés – Háíslenska/Alto islandés | - Italiano – Accademia della Crusca - Noruego – Høgnorsk/Alto noruego - Tamil – Tanittamil Iyakkam - Turco – Türk Dil Kurumu - Vasco - Euskara garbia |